# Alessandro Bonan
Alessandro Bonan (Pistoia, 10 aprile 1964) è un giornalista e conduttore televisivo italiano.

## Biografia
Nato a Pistoia nel 1964, si laurea in scienze politiche presso la facoltà di scienze politiche "Cesare Alfieri" dell'Università degli Studi di Firenze, diventando giornalista professionista nel 1999. Muove i primi passi in televisione lavorando per l'emittente privata fiorentina Rete 37, dove conduce il programma La tribuna, seguendo le vicende della Fiorentina e della Pistoiese. Nel 1996 approda alla pay-tv TELE+, dove conduce programmi sportivi come Zona campionato.
Nel luglio del 2003, TELE+ confluisce nell'attuale Sky Italia e Bonan diventa uno dei principali volti di Sky Sport, conducendo vari programmi sportivi di informazione, intrattenimento e approfondimento, come Fuori Zona e Dieci, quest'ultimo condotto assieme al comico Dario Vergassola.
Nell'estate del 2006, in occasione del campionato mondiale di calcio di Germania, conduce Sky Calcio Mondiale, insieme a Ilaria D'Amico. Dal 2008, conduce, su Sky Sport, Speciale Calciomercato, approfondimento di calciomercato, con la collaborazione di Gianluca Di Marzio.
Dal 2010, conduce Sky in campo, dove si analizzano i pre-partita e post-partita della Serie A. Nell'estate del 2012, in occasione dell'edizione estiva di Speciale Calciomercato, scrive e interpreta la sigla del programma, intitolata Melioni di melioni. Il brano ottiene un discreto successo, piazzandosi fin dalla sua pubblicazione tra i primi posti della classifica dei brani più scaricati da iTunes.
Dall'ottobre 2012, conduce, insieme a Simona Ventura, Cielo che gol!, programma della rete televisiva free di News Corp Cielo in onda la domenica durante le giornate di Serie A: nel programma vengono proposti i collegamenti dagli stadi e mostrati in anteprima tutti i gol della giornata calcistica. Da gennaio 2013, l'edizione pomeridiana del programma viene condotta dalla sola Ventura, mentre Bonan conduce l'edizione serale del programma, intitolata Stop & Gol.
Nell'aprile 2013, debutta come scrittore, con il romanzo noir Anatomia di una voce, edito da Cairo Editore.
Su TV8 conduce lo speciale Europa League.
Dall'agosto 2018, sostituisce Ilaria D'Amico alla conduzione di Sky Calcio Show, programma di approfondimento delle gare di Serie A.
Occasionalmente, si è cimentato come cantante e paroliere, interpretando le sigle del programma Sky Calciomercato - l'originale e per Sky Sport MotoGP.

## Opere
- Anatomia di una voce, Cairo Editore, 2013, ISBN 978-88-6052-485-0.